# Phyllotocus nigripennis
Phyllotocus nigripennis är en skalbaggsart som beskrevs av Lea 1919. Phyllotocus nigripennis ingår i släktet Phyllotocus och familjen Melolonthidae. Inga underarter finns listade i Catalogue of Life.